# Balsas (Brazília)
Balsas város Brazíliában, Maranhão államban. Lakosainak száma 101 767 fő (2022). Balsas Riachão, Maranhão, Tasso Fragoso, São Raimundo das Mangabeiras, Alto Parnaíba, Campos Lindos, Fortaleza dos Nogueiras, Lizarda, Nova Colinas, Recursolândia és Sambaíba községekkel határos.

## Népesség
A település népességének változása:
| Lakosok száma | 60 163 | 83 528 | 101 456 | 95 929 | 96 951 | 101 767 |
|               | 2000   | 2010   | 2019    | 2020   | 2021   | 2022    |